# Bahnstrecke Čelákovice–Brandýs nad Labem
| Kursbuchstrecke (SŽ): | 074                  |                                                            |                                                            |
| Streckenlänge: | 7,534 km             |                                                            |                                                            |
| Spurweite: | 1435 mm (Normalspur) |                                                            |                                                            |
| Streckenklasse: | C3                   |                                                            |                                                            |
| Maximale Neigung: | 14 ‰                 |                                                            |                                                            |
| Streckengeschwindigkeit: | 60 km/h              |                                                            |                                                            |
| |                      |                                                            |                                                            |
| \| \| \| von Lysá nad Labem (vorm. ÖNWB) \| \| \| \| 0,000 \| Čelákovice früher Čelakowitz \| Čelákovice früher Čelakowitz \| \| \| \| nach Praha-Těšnov (vorm. ÖNWB) \| \| \| \| \| nach Mochov (vorm. ÖLEG) \| \| \| \| \| vlečka TOS \| \| \| \| 1,700 \| Čelákovice zastávka \| Čelákovice zastávka \| \| \| 3,727 \| Lázně Toušeň früher Bad Tauschim \| Lázně Toušeň früher Bad Tauschim \| \| \| \| vlečka Stavby mostů a cukrovar \| \| \| \| \| Dálnice 10 \| \| \| \| 6,420 \| Brandýs nad Labem zastávka \| Brandýs nad Labem zastávka \| \| \| \| vlečka BSS (neu) \| \| \| \| 7,432 \| Brandýs nad Labem-Zápská (seit 2009) \| Brandýs nad Labem-Zápská (seit 2009) \| \| \| 7,534 \| Brandýs nad Labem früher Brandeis \| Brandýs nad Labem früher Brandeis \| \| \| \| vlečka BSS (alt) \| \| \| \| \| nach Neratovice (vorm. LB Brandeis an der Elbe–Neratowitz) \| \| |                      |                                                            |                                                            |
| Strecke |                      | von Lysá nad Labem (vorm. ÖNWB)                            | von Lysá nad Labem (vorm. ÖNWB)                            |
| Bahnhof | 0,000                | Čelákovice früher Čelakowitz                               | Čelákovice früher Čelakowitz                               |
| Abzweig geradeaus und nach links |                      | nach Praha-Těšnov (vorm. ÖNWB)                             | nach Praha-Těšnov (vorm. ÖNWB)                             |
| Abzweig geradeaus und nach links |                      | nach Mochov (vorm. ÖLEG)                                   | nach Mochov (vorm. ÖLEG)                                   |
| Abzweig geradeaus und nach rechts |                      | vlečka TOS                                                 | vlečka TOS                                                 |
| Haltepunkt / Haltestelle | 1,700                | Čelákovice zastávka                                        | Čelákovice zastávka                                        |
| Haltepunkt / Haltestelle | 3,727                | Lázně Toušeň früher Bad Tauschim                           | Lázně Toušeň früher Bad Tauschim                           |
| Abzweig geradeaus und nach rechts |                      | vlečka Stavby mostů a cukrovar                             | vlečka Stavby mostů a cukrovar                             |
| Brücke |                      | Dálnice 10                                                 | Dálnice 10                                                 |
| Haltepunkt / Haltestelle | 6,420                | Brandýs nad Labem zastávka                                 | Brandýs nad Labem zastávka                                 |
| Abzweig geradeaus und von links |                      | vlečka BSS (neu)                                           | vlečka BSS (neu)                                           |
| Haltepunkt / Haltestelle | 7,432                | Brandýs nad Labem-Zápská (seit 2009)                       | Brandýs nad Labem-Zápská (seit 2009)                       |
| ehemaliger Bahnhof | 7,534                | Brandýs nad Labem früher Brandeis                          | Brandýs nad Labem früher Brandeis                          |
| Abzweig geradeaus und ehemals nach links |                      | vlečka BSS (alt)                                           | vlečka BSS (alt)                                           |
| Strecke |                      | nach Neratovice (vorm. LB Brandeis an der Elbe–Neratowitz) | nach Neratovice (vorm. LB Brandeis an der Elbe–Neratowitz) |

Die Bahnstrecke Čelákovice–Brandýs nad Labem ist eine Eisenbahnverbindung in Tschechien, die ursprünglich durch die Österreichische Lokaleisenbahngesellschaft (ÖLEG) als Teil der staatlich garantierten Lokalbahn Brandeis–Mochow erbaut und betrieben wurde. Die Strecke zweigt in Čelákovice aus der Bahnstrecke Lysá nad Labem–Praha ab und führt in Mittelböhmen nach  Brandýs nad Labem, wo sie in die Bahnstrecke Brandýs nad Labem–Neratovice einmündet. 
Nach einem Erlass der tschechischen Regierung ist die Strecke seit dem 20. Dezember 1995 als regionale Bahn („regionální dráha“) klassifiziert.

## Geschichte
Die heutige Bahnstrecke Čelákovice–Brandýs nad Labem war Teil eines Lokalbahnprojekts der ÖLEG in Mittelböhmen, welches Strecken von Čelákovice sowohl nach Mochov als auch nach Brandýs nad Labem vorsah. Am 7. November 1881 wurde die Konzession für diese Strecken erteilt. Eröffnet wurden sie am 11. Jänner 1883.
Zunächst führte die ÖLEG den Betrieb selbst. Ab 1. Juli 1885 übernahmen die Böhmischen Commercialbahnen (BCB) diese Aufgabe, ab 18. Juli 1890 die Österreichisch-ungarische Staatseisenbahngesellschaft (StEG).
Am 15. Juli 1899 wurde die Strecke als staatlich garantierte Lokalbahn Brandeis an der Elbe–Neratowitz bis Neratovice erweitert. Betriebsführer war auch dort die StEG, ein durchgehender Verkehr wurde jedoch nicht organisiert. Anschlüsse zwischen den Reisezügen beider Strecken bestanden nicht. 
Mit der Verstaatlichung der StEG im Jahr 1909 ging die Betriebsführung formal auf die k.k. Staatsbahnen über, sie wurde aber weiter durch die Betriebsdirektion für die Linien der Staatseisenbahngesellschaft durchgeführt. Im Jahr 1912 wies der Fahrplan der Lokalbahn täglich fünf gemischte Zugpaare 2. und 3. Klasse aus. Ein weiteres verkehrte nur an Sonn- und Feiertagen. Die Züge benötigten für die acht Kilometer lange Strecke 17 Minuten.

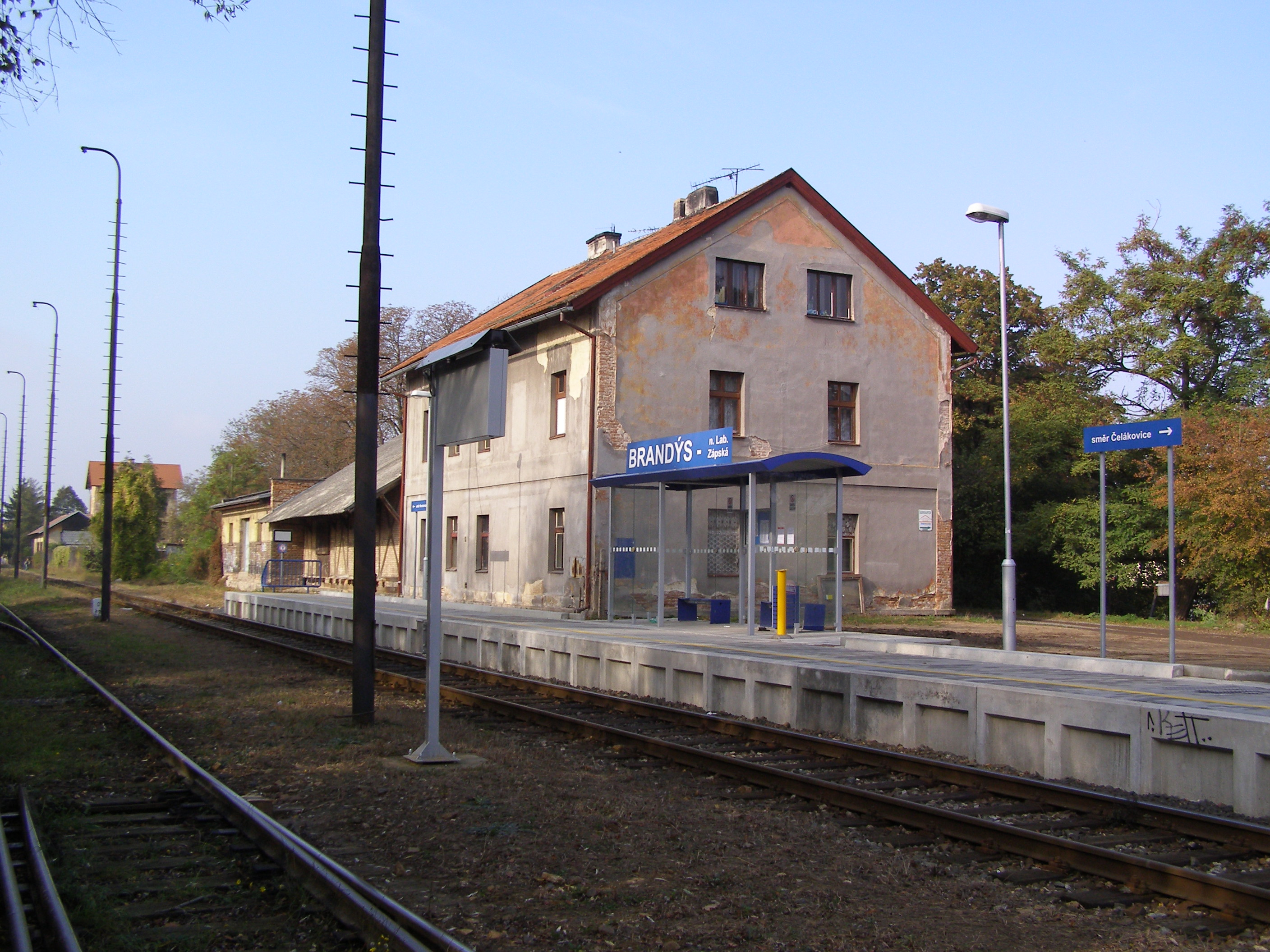
Haltestelle Brandýs nad Labem-Zápská, früher Bahnhof Brandeis der ÖLEG (2009)

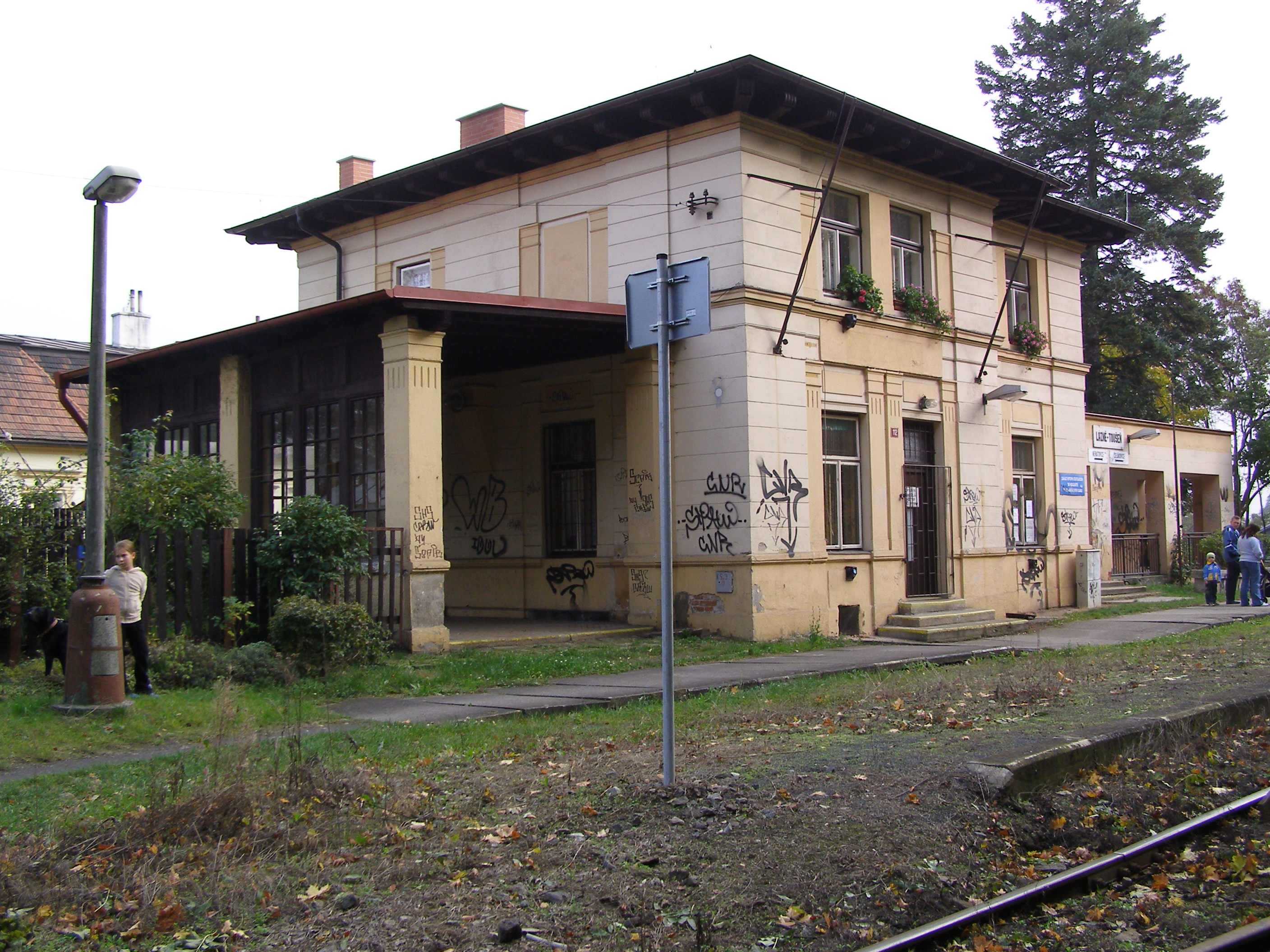
Haltestelle Lázně Toušeň (2009)

Nach dem Zerfall Österreich-Ungarns im Oktober 1918 ging die Betriebsführung an die neu gegründeten Tschechoslowakischen Staatsbahnen (ČSD) über. Nach der Verstaatlichung der Lokalbahn Brandeis an der Elbe–Neratowitz im Jahr 1925 führten die ČSD die beiden Strecken organisatorisch zusammen und verlagerten den Betriebsmittelpunkt zum Bahnhof Brandýs nad Labem mesto (Brandeis Stadt; heute: Brandýs nad Labem). Der alte Bahnhof Brandýs (heute: Brandýs nad Labem-Zápská) wurde weitgehend aufgelassen.
Anfang der 1930er Jahre ermöglichte der Einsatz moderner Motorzüge eine Verdichtung des Fahrplanes. Der Winterfahrplan 1937/38 verzeichnete werktags neun Reisezugpaare, von denen drei als Motorzug geführt waren.
Während des Zweiten Weltkrieges verblieb die Strecke im Betrieb der nunmehrigen Protektoratsbahnen Böhmen und Mähren (BMB-ČMD). Im Gegensatz zu vielen anderen Strecken wurde der Fahrplan nur in geringem Maße eingeschränkt. Erstmals wurden nun auch einige Reisezüge von und nach Neratovice durchgebunden.
Nach dem Zweiten Weltkrieg verdichteten die ČSD den Reiseverkehr sukzessive auf bis zu 13 Zugpaare täglich, die seit Anfang der 1950er Jahre ausschließlich als Motorzug geführt werden. Die meisten Züge bedienen seitdem die Relation Čelákovice–Neratovice.
Am 1. Januar 1993 ging die Strecke im Zuge der Auflösung der Tschechoslowakei an die neu gegründeten České dráhy (ČD) über.  Seit 2003 gehört sie zum Netz des staatlichen Infrastrukturbetreibers Správa železniční dopravní cesty (SŽDC).
Seit 15. Dezember 2013 ist der Reiseverkehr auf der Strecke als Linie S23 in das Liniensystem Esko Praha integriert. Reisezüge bedienen die Strecke im Stundentakt, wobei jeder zweite von und nach Neratovice durchgebunden ist.